# NGC 5381
NGC 5381 ist ein offener Sternhaufen (Typdefinition „OCL II2p“) im Sternbild Zentaur. Er wurde am 3. Mai 1835 von John Herschel mit einem 18-Zoll-Spiegelteleskop entdeckt, der bei zwei Beobachtungen „Cluster VI; F, rich, highly compressed; consists of pL and eS stars; fig oblong; 10′ long, 7′ broad; place that of chief star 9th mag“ und „Cluster VIII class; 8′ long, 5′ broad; stars 12th and 13th mag. (NB – it is evident that in this obs. probably from defective weather, the eS stars of this cluster were not seen.)“ notierte.